# Vladislav Loginov
Vladislav Logionov, né le 21 janvier 1995 à Odessa, est un coureur cycliste israélien. Il participe à des compétitions sur route et sur piste.

## Biographie
Vladislav Loginov est né en Ukraine. Dès l'âge de sept ans, il travaille comme danseur folklorique sur scène, et pendant cinq ans comme soliste. Il part en tournée avec une troupe, notamment en Espagne et en France. Plus tard, il étudie le droit et travaille comme barman. Il déménage ensuite en Israël durant l'année 2017. Comme il ne pouvait initialement pas travailler comme danseur là-bas, il a cherché une nouvelle façon de rester en forme et s'est tourné vers le cyclisme, même s'il n'avait jamais pu pratiquer ce sport auparavant. Il s'est spontanément acheté un vélo bon marché.
Lors de la saison 2020, il devient champion d'Israël de la course aux points. Il participe également à ses premiers championnats israéliens sur route chez les élites. Sur un vélo emprunté, il parvient à terminer troisième du contre-la-montre derrière Guy Sagiv et Guy Niv, mais aussi quatrième dans la course en ligne. En 2021, il est sacré champion d'Israël sur route et vice-champion national dans l'épreuve chronométrée. En complément du cyclisme, il continue de danser en freelance et travaille comme barista, ce qui lui a valu le surnom de « barista le plus rapide d'Israël ».
En 2023 et 2024, il poursuit la compétition au plus haut niveau sur piste. Dans cette discipline, il remporte de nouveaux titres de champion d'Israël. Il représente par ailleurs son pays dans divers événements internationaux, comme les championnats du monde, les championnats d'Europe ou encore la Coupe des Nations. Sur route, il porte les couleurs de la Dutch Food Valley Cycling Team, un club basé aux Pays-Bas. Avec cette formation, il prend part à plusieurs courses cyclistes inscrites au calendrier de l'UCI Europe Tour.

## Palmarès sur route

### Par année
- 2020
  - 3e du championnat d'Israël du contre-la-montre
- 2021
  -  Champion d'Israël sur route
  - 2e du championnat d'Israël du contre-la-montre
- 2022
  - 3e du championnat d'Israël du contre-la-montre
- 2024
  - 2e du championnat d'Israël du contre-la-montre

### Classements mondiaux
| Année                                 | 2020  | 2021 | 2022  | 2023  | 2024  |
| ------------------------------------- | ----- | ---- | ----- | ----- | ----- |
| Classement mondial                    | 1371e | 778e | 1936e | 1862e | 1421e |
| UCI Europe Tour                       | 1038e | 609e | 1245e | 1190e | 930e  |
|                                       |       |      |       |       |       |
| Légende : nc = non classéSource : UCI |       |      |       |       |       |

## Palmarès sur piste

### Championnats nationaux
- 2020
  -  Champion d'Israël de course aux points
  - 3e du championnat d'Israël du kilomètre
  - 3e du championnat d'Israël de poursuite
  - 3e du championnat d'Israël de l'omnium
- 2022
  - 3e du championnat d'Israël de l'omnium
  - 3e du championnat d'Israël de l'élimination
- 2024[5]
  -  Champion d'Israël de poursuite
  -  Champion d'Israël de l'américaine (avec Alon Yogev)
  - 2e du championnat d'Israël du scratch
  - 3e du championnat d'Israël de course aux points
  - 3e du championnat d'Israël de l'omnium
- 2025[6]
  -  Champion d'Israël de l'élimination
  -  Champion d'Israël du scratch
  -  Champion d'Israël de l'américaine (avec Alon Yogev)
  -  Champion d'Israël de poursuite par équipes (avec Noam Haim, Benjamin Vaniche et Or Dayan)[7]
  -  Champion d'Israël de vitesse par équipes (avec Mikhail Iakovlev et Shaked Frank)[7]
  - 2e du championnat d'Israël de poursuite
  - 2e du championnat d'Israël de course aux points
  - 2e du championnat d'Israël de l'omnium